# نادي الوثبة
نادي الوثبة الرياضي.
تأسس عام 1937 تحت مسمى نادي الفداء. وأسسه بعض الشباب من هواة ألعاب القوى واتخذ من دار الجودي بالحميدية مقراً له وعند تأسيسه مارس لعبة كرة القدم فقط كمنافس لنادي خالد بن الوليد وحمص الأهلي ولم ينل الترخيص إلا عام 1952 فأضاف لكرة القدم ألعاب كرة السلة وألعاب القوى والسباحة والدراجات.
وبعد إصدار المرسوم الجمهوري رقم 59 عام 1972 القاضي بدمج أندية (الفداء، حمص الأهلي، المضرية، الطليعة) تحت اسم نادي الوثبة الرياضي وهو كذلك لهذا اليوم.

## الإنجازات
- الوثبة أول فريق يمثّل محافظة حمص بدوري كرة القدم السوري الذي انطلق عام 1966.
- بطل كأس رئيس الجمهورية موسم 2019
- حاز على بطولات حمص من عام 1962 إلى 1968م.
- مركز الوصافة مرتين موسم وموسم 1982 - 1991 و 2019 و 2021
- المركز الثالث موسم 1989.
- مركز الوصافة لبطولة كأس رئيس الجمهورية موسم 2011
- مركز الوصافة لبطولة كأس رئيس الجمهورية بكرة السلة عام 2018.
- شارك في العديد من الدورات وفاز ببعضها كـ دورة تشرين ودورة نادي الكرامة.
- بطولة الناشئيين مرة واحدة.
- بطولة السلة فئة الشباب 3 مرات وحاز على مركز الوصافة 5 مرات وهو من أكبر الأندية السلوية منافسة ضمن الفئات العمرية.
- بطولة السلة للناشئين مرتين آخرها عام 2006.
- بطل كأس الجمهورية 2019.
- شعار النادي الخاص به هو حصان أحمر واثب.

### نجوم الوثبة
- عبد الحليم البيريني
- فؤاد غرير
- محمد الشعبي

## لاعبو فريق كرة القدم الأول للموسم 2019/2018
| الرقم | الجنسية | المركز | اللاعب              |
| ----- | ------- | ------ | ------------------- |
|       | سوريا   | حارس   | أنس البيطار         |
| 22    | سوريا   | حارس   | مهند رستم           |
| 77    | سوريا   | حارس   | نزار دروبي          |
| 11    | سوريا   | مدافع  | ازدشير الصارم       |
| 17    | سوريا   | مدافع  | حمود الحمود         |
| 4     | سوريا   | مدافع  | منهل كوسا           |
| 25    | سوريا   | مدافع  | معتصم شوفان         |
| 5     | سوريا   | مدافع  | رامي جبلاوي         |
| 15    | سوريا   | مدافع  | ثائر الشامي         |
|       | سوريا   | وسط    | عبد المتين وحود     |
| 6     | سوريا   | وسط    | خطاب مشلب           |
| 8     | سوريا   | وسط    | ماهر دعبول          |
| 20    | سوريا   | وسط    | محمد نور عبد المولى |

| الرقم | الجنسية | المركز | اللاعب            |
| ----- | ------- | ------ | ----------------- |
| 55    | سوريا   | وسط    | ناطق يوسف         |
| 21    | سوريا   | وسط    | صبحي شوفان        |
| 7     | سوريا   | وسط    | وائل الرفاعي      |
|       | سوريا   | وسط    | عدي عيد           |
|       | سوريا   | وسط    | محمود بكار        |
| 18    | سوريا   | وسط    | وسيم الجاسم       |
| 99    | سوريا   | مهاجم  | عبد الرزاق بستاني |
| 9     | سوريا   | مهاجم  | علي غصن           |
| 10    | سوريا   | مهاجم  | علي الصارم        |
| 12    | سوريا   | مهاجم  | حسن الصالح        |
| 16    | سوريا   | مهاجم  | محمد العلي        |
|       | سوريا   | مهاجم  | رامي العامر       |
|       | سوريا   | مهاجم  | يوسف فياضي        |

### الجهاز الفني والإداري والطبي
| المنصب           | الاسم           |
| الجهاز الفني     | الجهاز الفني    |
| ---------------- | --------------- |
| المدير الفني     | هيثم جطل        |
| مدرب حراس المرمى | عبد المسيح دونا |
| الجهاز الإداري   |                 |
| مدير إداري       | حسان دالاتي     |
| الجهاز الطبي     |                 |
| طبيب الفريق      | محمود ديب       |
|                  |                 |

## روابط خارجية
- موقع نادي الوثبة الرياضي ومنتدى العشاق